# Jaroslav Netolička
Jaroslav Netolička (Opava, 3 de março de 1954) é um ex-futebolista e treinador profissional tcheco que atuava como goleiro, campeão olímpico em Moscou 1980

## Carreira
Jaroslav Netolička representou o seu país nos Jogos Olímpicos de Verão de 1980, conquistando a medalha de ouro.